# Shangri-La Hotels and Resorts

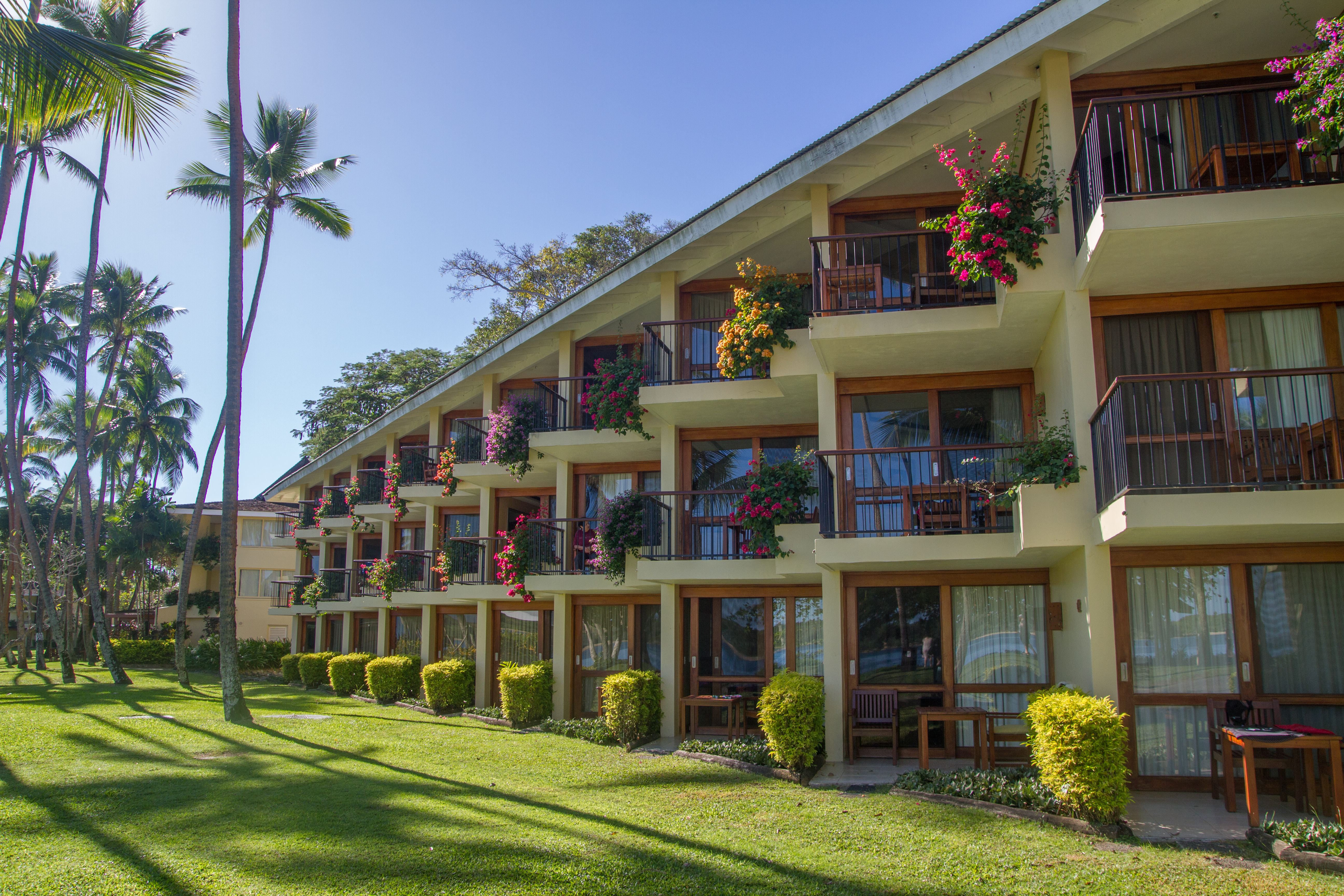
Готель Shangri-La на Фіджі

Shangri-La Hotels і Resorts (кит. трад.: 香格里拉酒店) — це транснаціональна корпорація готельна компанія, заснована в 1971 році.
Shangri-La має 4 бренди в різних сегментах ринку: Shangri-La, Traders Hotels, Kerry Hotels та Hotel Jen. Головний офіс компанії знаходиться в Kerry Centre (嘉里中心), Quarry Bay, Гонконг. Нинішній голова - Куок Хуей-квонг.

## Історія
Першим готелем групи був «Shangri-La Hotel Singapore», відкритий у 1971 році. Назва походить від вигаданого місця Shangri-La, описаного 1933 року в романі «Загублений горизонт» британського письменника Джеймса Хілтона.

## Компанії
Shangri-La Hotels (Малайзія) Berhad зареєстрована в Малайзії з обмеженою відповідальністю і торгується на Малайзійській біржі цінних паперів Berhad (торговий код 5517). Shangri-La Hotel Public Company Limited зареєстрована в Таїланді з обмеженою відповідальністю і торгується на фондовій біржі Таїланду (код акцій Shang).